# ハートにブルーのワクチン
『ハートにブルーのワクチン』は、フジテレビの単発ドラマ。『白線流し』『カウボーイビバップ』などで知られる信本敬子のデビュー作。第3回フジテレビヤングシナリオ大賞受賞作。1989年12月16日 17時 - 18時放送。

## あらすじ
授業をさぼって弁当を食べていた生徒がお腹を壊し、姉が看護師として勤務している病院に入院する。そこで重い病気を抱えた同年代の少年と交流が芽生え……。

## 出演
出典：
- 七瀬なつみ
- 杉兵助
- 日高哲也

## スタッフ
出典：
- 演出：石坂理江子
- 脚本：信本敬子